# Platinotypie

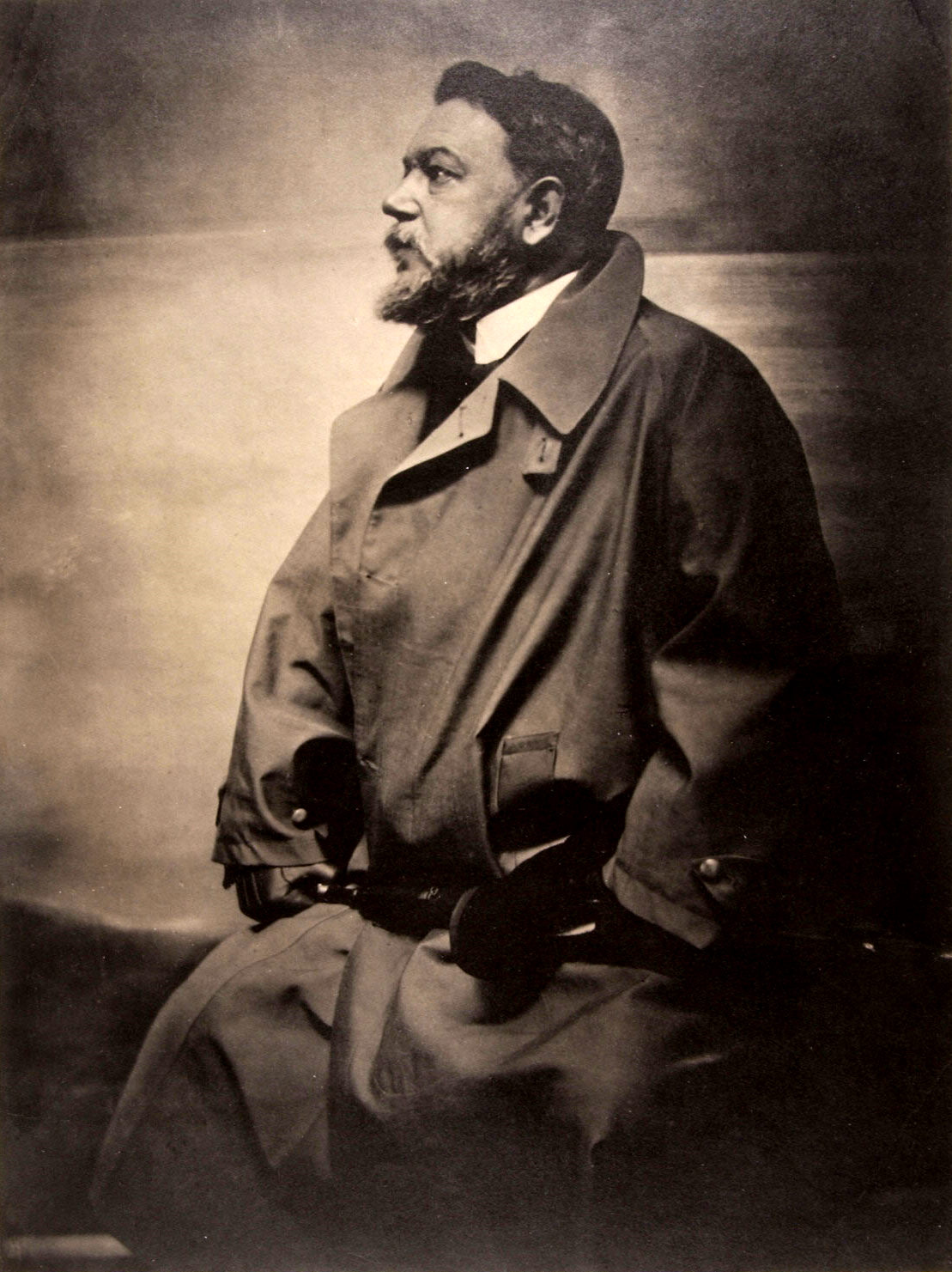
Gertrude Käsebier, Joaquin Sorolla (vers 1908), platinotype, Philadelphia Museum of Art.

La platinotypie est un processus de tirage photographique breveté par William Willis (en) en 1873.